# Una rosa es una rosa
«Una rosa es una rosa» és el títol del cinquè senzill que s'extreu de l'àlbum "Aidalai" del grup Mecano. La cançó va ser composta per José María Cano. Aquesta peça es pot classificar com una tecno-rumba i la cançó està basada en una frase de l'escriptora estatunidenca Gertrude Stein. Aquesta cançó va ser publicada com a senzill a gairebé tots els països llevat de França on el senzill promocionat va ser "Toi".

## Sobre la cançó
La cançó parla sobre com de contradictori pot arribar a ser a vegades l'amor, el dilema entre el no poder viure amb algú a qui s'estima; però al mateix temps no saber viure sense aquesta persona. Està bastant estès, i quadra amb l'època en la qual es va escriure, que la cançó referencia a l'addicció a l'heroïna ("Cuanto más me cura, más me escuece", "Yo me fuera pa' la tumba", "No puedo vivir sin ella, pero con ella tampoco"). Ana Torroja anta un estil de música que no és usual en el repertori de la artista (música flamenca) i per a això, abans de gravar la cançó com a tal, Ana va haver d'escoltar molta música d'aquest gènere per a saber com calia cantar-la correctament i que a més sonés el més natural possible, que no semblés burla. Ana va comptar amb la col·laboració de diverses persones versades en aquest tipus de música sense les quals no hauria estat possible gravar aquesta cançó.
El videoclip oficial fou rodat a El Rocío i Matalascañas, totes dues pertanyents al terme municipal d'Almonte (Huelva).

## Disseny gràfic
La foto-portada del senzill és molt minimalista i es tracta només d'un zoom o una ampliació considerable d'una foto prèvia presa a l'espatlla esquerra d'Ana Torroja on la cantant exhibia aleshores un petit tatuatge d'una rosa a mig obrir amb 4 fulles del sèpal i sense el peduncle de la flor. Aquest en particular és l'únic senzill de Mecano que no porta el títol de la cançó a la caràtula d'aquest senzill, el títol del senzill queda perquè és sobreentès pel tatuatge que aquí es mostra.
La portada nostra a la part superior el nom del grup en una tipografia color negre que assembla una escriptura d'impremta feta a mà on les lletres de la paraula Mecano estan traçades a dretcient amb cert descuit que recorden a la cal·ligrafia infantil. Sota això apareix en gran el tatuatge d'Ana.
En la contraportada es mostra una fotografia en gran grandària a mig bust d'Ana Torroja presa des de darrere de la cantant. Ana apareix d'esquena, gairebé en una posició de perfil a la cambra... Ella està mirant-se davant un mirall en el qual s'observa el reflex desenfocat de la part frontal de cos (el bust i rostre). Tota la part dreta de la contraportada està ocupada per una faixa vertical en color groc sobre la qual apareix en color blanc el nom del grup escrit tot en lletres majúscules col·locat en vertical de baix cap amunt i la llista de les tres versions que conté el disc en posició de text normal. El títol del senzill apareix escrit aquí en una tipografia vermella que sembla estar escrita a mà alçada en un estil una cosa descurada. Sobre el reflex borrós d'Ana Torroja apareix la lletra de la cançó.

## Llista de cançons
Els diferents formats en els que va sortir publicat el senzill:
Single de vinil (7 inches): "Una rosa es una rosa".
Cara A: "Una rosa es una rosa" (versió àlbum) / 4:48.
Cara B: "Una rosa è una rosa" (versió italiana) / 4:48.
Maxi-single de vinil (12 inches): "Una rosa es una rosa".
Inclou tres versions diferents de la mateixa cançó.

Cara A:
"Una rosa es una rosa" (versió àlbum) / 4:48.
Cara B:
Solc 1 - "Una rosa es una rosa" (versió en directe) / 4:29.
Solc 2 - "Una rosa è una rosa" (versió italiana) / 4:48.
CD-Single: "Una rosa es una rosa".
Inclou tres versions.

Track 1: "Una rosa es una rosa" (versió àlbum) / 4:48.
Track 2: "Una rosa es una rosa" (versió en directe) / 4:29.
Track 3: "Una rosa è una rosa" (versió italiana) / 4:48.

## Versions d'altres cantants
- El cantant espanyol Raphael la inclou al seu disc "Maldito Raphael".
- El grup creat per Nacho Cano, Mecandance, va fer la seva versió en el 2010.
- En el 2004, va aparèixer editada en el disc "Alma Chill Out II".
- Konstantina va editar la versió grega d'aquesta cançó.
- Julio Iglesias la inclou en la seva "Rumbes medley"
- Les cantants Mireia, Verónica i Mai Meneses (Nena Daconte) la canten al disc "Generación OT".
- El grup espanyol Despistaos la inclou en l'àlbum-homenatge a Mecano "En tu fiesta me colé".
- El DJ espanyol Juan Magán va fer la seva pròpia versió de la cançó, amb un toc molt més tecno.